# Contea di Freeborn
La contea di Freeborn in inglese Freeborn County è una contea dello Stato del Minnesota, negli Stati Uniti. La popolazione al censimento del 2000 era di 32 584 abitanti. Il capoluogo di contea è Albert Lea